# Nowele (Karol Irzykowski)
Nowele – tytuł pierwszego zbioru nowel Karola Irzykowskiego, który ukazał się w 1906 roku w Stanisławowie, nakładem Księgarni Albina Staudachera.
Książka składa się z ośmiu utworów. Najwcześniejsze pochodzą z lat 90. XIX w. Przeważają nowele o charakterze psychologicznym, a także teksty pisane w duchu dzieł E.T.A. Hoffmana i E. A. Poego. W zbiorku zamieszczony został – nawiązujący do opowiadania G. de Maupassanta Horla – programowy utwór Czym jest Horla? (Rodzaj programu), w którym Irzykowski zaprezentował swoje ówczesne poglądy na literaturę. Program ów przyczynił się do powstania oryginalnego kierunku, nazwanego przez pisarza horlizmem.